# Vaulandry
Vaulandry è un ex comune francese situato nel dipartimento del Maine e Loira nella regione dei Paesi della Loira. Fino al 2012 ha costituito un comune autonomo per poi essere incorporato nel comune di Clefs-Val d'Anjou come comune delegato.

## Società

### Evoluzione demografica
Abitanti censiti